# Berufsverband der Kinder- und Jugendärzte
Der Berufsverband der Kinder- und Jugendärzte e. V., kurz BVKJ, versteht sich als die Interessenvertretung der Kinder- und Jugendärzte in Deutschland. Er ist ein eingetragener Verein mit Sitz in Köln. Ihm gehören etwa 12.000 Kinder- und Jugendärzte an (Stand 2017), die unter anderem in Kliniken, im öffentlichen Gesundheitsdienst oder selbständig praktizieren.

## Geschichte
Der Verband wurde im September 1970 gegründet. Er ging aus der Abteilung für Berufsfragen der damaligen Deutschen Gesellschaft für Kinderheilkunde hervor. Der Verband ist in 17 Landesverbände untergliedert. 
Präsident des Verbands ist seit 1. Dezember 2023 der Zirndorfer Pädiater Michael Hubmann, nachdem der Solinger Pädiater Thomas Fischbach nach achtjähriger Amtszeit nicht mehr für eine Wiederwahl zur Verfügung stand.